# Please Come Home... Mr. Bulbous
Please Come Home... Mr. Bulbous è un album in studio del gruppo musicale statunitense King's X, pubblicato nel 2000 dalla Metal Blade.

## Tracce
1. Fish Bowl Man – 4:28
2. Julia – 3:39
3. She's Gone Away – 4:37
4. Marsh Mellow Field – 5:30
5. When You're Scared – 4:26
6. Charlie Sheen – 3:51
7. Smudge – 3:52
8. Bitter Sweet – 2:13
9. Move Me – 4:58
10. Move Me, Pt. 2 – 7:20

## Formazione

### Gruppo
- Doug Pinnick – voce, basso
- Ty Tabor – voce, chitarra
- Jerry Gaskill – voce, batteria